# Dows Dunham
Dows Dunham (* 1. Juni 1890 in Irvington-on-Hudson, New York; † 10. Januar 1984 in Boston, Massachusetts) war ein amerikanischer Ägyptologe.

## Leben
Dows Dunham studierte von 1909 bis 1913 Kunstgeschichte an der Harvard University. Er wurde von George Andrew Reisner unterrichtet, der ihm eine Stelle anbot und der ihn zu einem seiner Hauptassistenten machte.
Dunham war seit 1914 Mitglied zahlreicher Expeditionen in Ägypten und in den Sudan, wobei er hauptsächlich im Team von George Andrew Reisner arbeitete. In Gizeh war er zum Beispiel im Grab der Hetepheres I. tätig und war verantwortlich für die genaue Dokumentation von dessen Funden.

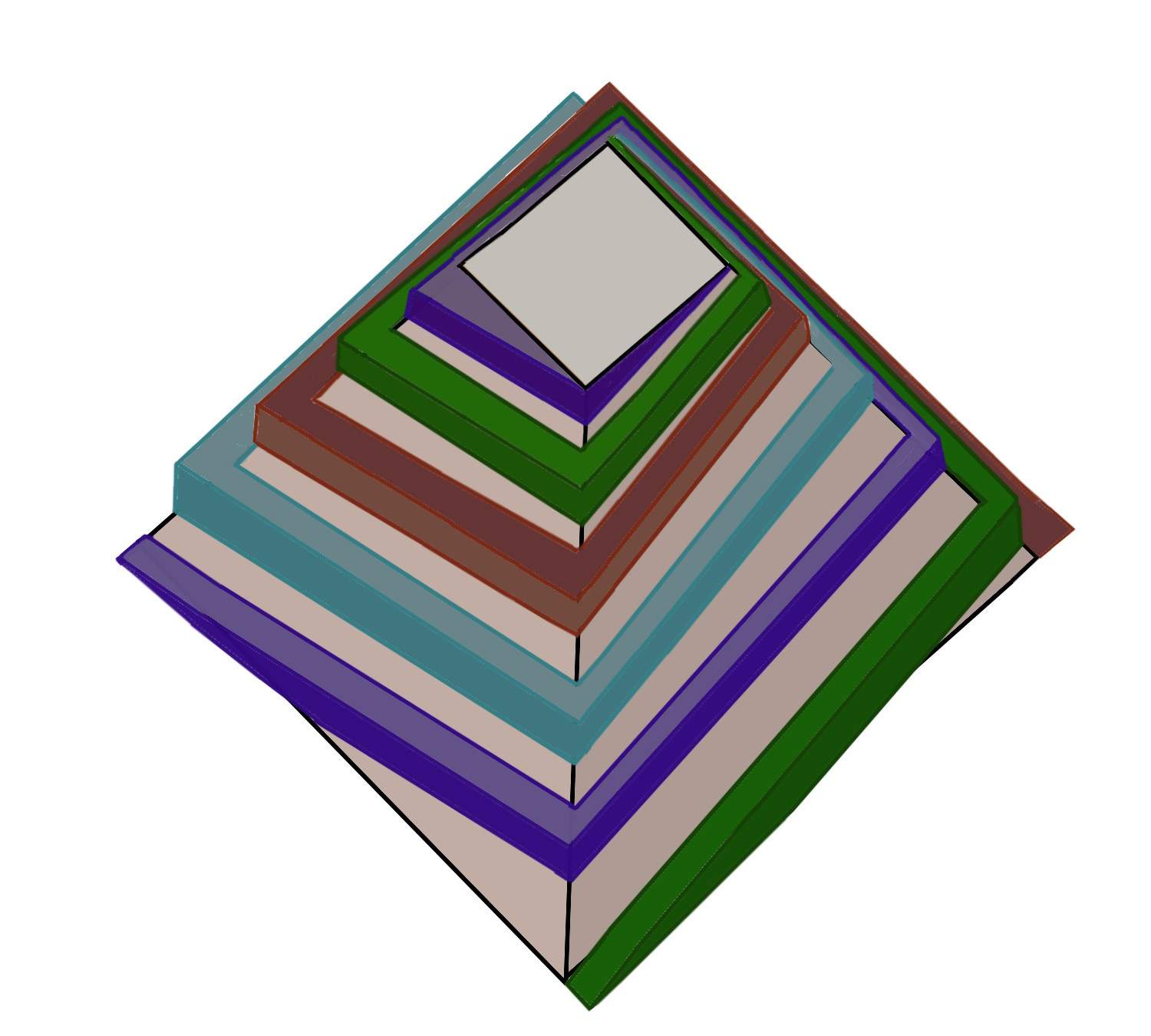
Rampenmodell von Dows Dunham

Er war Kurator an der ägyptischen Abteilung des Museum of Fine Arts in Boston bis 1956. Nach seiner Pensionierung publizierte er einen großen Teil der Grabungen von George Andrew Reisner, dessen Grabungsunterlagen im Museum of Fine Arts aufbewahrt werden.
Im Jahr 1956 publizierte er einen Vorschlag zum Bau der Cheops-Pyramide. An jeder der vier Seiten der Pyramide startet an der linken Ecke ein separater Rampenpfad, welcher auf der inneren Stufenpyramide aufliegt und sich im Gegenuhrzeigersinn nach oben windet. Walter Vose vom Massachusetts Institute of Technology beratschlagte das Projekt mit praktischem Ingenieurswissen. Mark Lehner schrieb in seinem Buch: „Diese Art von Rampe würde weitaus weniger Material erfordern als die gerade Außenrampe.“

## Mitgliedschaften und Auszeichnungen
- 1954 wurde er in die American Academy of Arts and Sciences gewählt.
- 1979 wurde ihm die Goldmedaille des Archäologischen Instituts von Amerika verliehen.

## Veröffentlichungen (Auswahl)
- mit Oric Bates: Excavations at Gammai (= Harvard African Studies. Band 8). African Department of the Peabody Museum of Harvard University, Cambridge (Mass.) 1927, S. 1–122.
- Naga-ed-Dêr stelae of the first intermediate period. Oxford University Press (for the Museum of fine arts, Boston), London 1937.
- The Royal Cemeteries of Kush. Fünf Bände; abrufbar über Section Française de la Direction des Antiquités du Soudan (SFDAS).
  - Band I: El Kurru. Harvard University Press, Cambridge 1950 (Cambridge University Press).
  - Band II: Nuri. Museum of Fine Arts, Boston 1955 (University of Chicago Press).
  - Band III: mit Suzan E. Chapman: Decorated Chapels of the Meroitic Pyramids at Meroë and Barkal. Museum of Fine Arts, Boston 1952 (Cambridge University Press).
  - Band IV: Royal Tombs at Meroë and Barkal. Museum of Fine Arts, Boston 1957 (Cambridge University Press).
  - Band V: The West and South Cemeteries at Meroë. Museum of Fine Arts, Boston 1963 (University of Chicago Press).
- mit William Kelly Simpson: The Mastaba of Queen Mersyankh III. In: Giza Mastabas. Band 1.  Boston 1974, ISBN 0-87846-104-3 (Digital Giza).
- Zawiyet el-Aryan: the cemeteries adjacent to the Layer Pyramid. Museum of Fine Arts, Boston 1978, ISBN 0-87846-119-1.
- Recollections of an Egyptologist. Museum of Fine Arts, Boston 1972, ISBN 0-87846-069-1, (Digital Giza, Lebenserinnerungen).